# Rutki-Kossaki
Rutki-Kossaki – wieś w Polsce położona w województwie podlaskim, w powiecie zambrowskim, w gminie Rutki.
Rutki-Kossaki są siedzibą gminy Rutki. Miejscowość położona jest przy drodze wojewódzkiej nr 679 łączącą Mężenin (droga krajowa nr 8) z Łomżą (droga krajowa nr 63) oraz przy drodze krajowej nr 8.

## Historia
Miejscowość założona była pierwotnie pod nazwą Kurowstok. Nazwa obecna nawiązuje do XIV-wiecznych założycieli osady – Świętosława i Bronisza z Rutkowa, którym okoliczne dobra podarował książę Janusz I.
Rutki-Kossaki przejściowo posiadały prawa miejskie, nadane w 1760 dzięki staraniom chorążego wiskiego, Stanisława Opackiego. Miejscowość nosiła wówczas nazwę Rudki Kościelne i była położona w powiecie zambrowskim w ziemi łomżyńskiej na Mazowszu. Jednakże już w 1810 miejscowość w źródłach występuje ponownie jako wieś. Pozostałościami okresu miejskości Rutek-Kossak są drewniane i murowane domostwa wzniesione w tym okresie oraz rynek na planie prostokąta, przez którego północną pierzeję przechodzi droga, niegdyś trakt wiodący z Łomży do Tykocina.
W latach 1921–1925 wieś leżała w województwie białostockim, w powiecie łomżyńskim, w gminie Kossaki-Rutki a od 1925 w gminie Kołaki.
Według Powszechnego Spisu Ludności z 1921 roku wieś zamieszkiwało 1.368 osób, 654 było wyznania rzymskokatolickiego, 1 greckokatolickiego a 713 mojżeszowego. Jednocześnie 719 mieszkańców zadeklarowało polską przynależność narodową a 649 żydowską. Było tu 153 budynki mieszkalne. Miejscowość należała do miejscowej parafii rzymskokatolickiej. Podlegała pod Sąd Grodzki w Zambrowie i Okręgowy w Łomży; podlegała pod miejscowy urząd pocztowy.
W wyniku napaści ZSRR na Polskę we wrześniu 1939 miejscowość znalazła się pod okupacją sowiecką. Od czerwca 1941 roku pod okupacją niemiecką. Od 22 lipca 1941 do 1945 włączona w skład Landkreis Lomscha, Bezirk Bialystok III Rzeszy.
Po ponownym zajęciu wsi w 1941 Niemcy założyli w miejscowości obóz pracy przymusowej. Ludność żydowska została wymordowana w lesie obok miejscowości Gosie Duże, we wsi Pniewo – około 300 Żydów, w Mężeninie – 17 zamordowanych mieszkańców Rutek.
W latach 1975–1998 miejscowość administracyjnie należała do województwa łomżyńskiego.
Na północ od miejscowości na okolicznych wzgórzach eksploatowane są złoża piasku i żwirów. Eksploatacja ta przyczynia się do niszczenia unikalnego krajobrazu okolic miejscowości.

## Synagoga
W miejscowości, społeczność żydowska posiadała synagogę. Pierwsza drewniana powstała w pierwszej połowie XIX wieku. W 1844 wzmiankowano o istnieniu bożnicy i funkcji podrabinka.  W 1860 była już w bardzo złym stanie. Zlokalizowana była w południowo-zachodnim narożniku rynku. Obecnie jest tam skwer. Drugą - już murowaną synagogę Żydzi wybudowali pod koniec XIX wieku. Po licznych przebudowach i modernizacjach (ostatnie w latach 60. XX wieku) straciła „wszelkie cechy stylowe”. Obecnie mieści się tam magazyn i sklep.

## Zabytkowy kościół

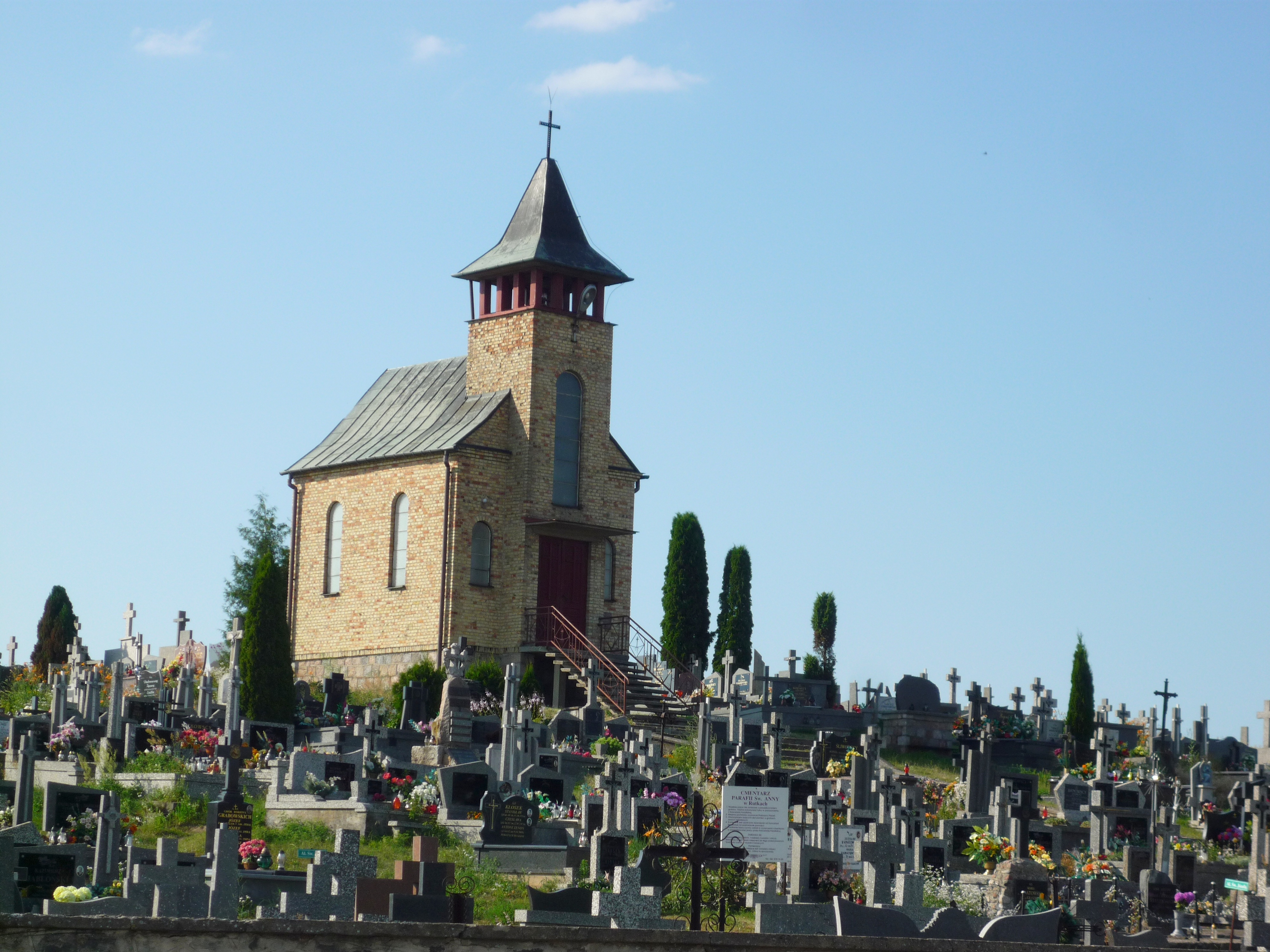
Cmentarz parafialny w Rutkach

W rynku znajduje się zabytkowy kościół murowany, który jest siedzibą parafii św. Anny. Zbudowany w 1586 r., był następnie wielokrotnie remontowany i przekształcany. W ołtarzu głównym umieszczono obraz Matki Bożej z Dzieciątkiem z XVII wieku.
Kościelna dzwonnica została ufundowana w latach sześćdziesiątych XIX wieku przez Agnieszkę z Opackich primo voto Rembielińską secundo voto Bechon.
W strukturze kościoła rzymskokatolickiego parafia należy do metropolii białostockiej, diecezji łomżyńskiej, dekanatu Zambrów.
W czasie II wojny światowej kościół doznał poważnych zniszczeń. Odbudowano go dzięki staraniom ks. prob. Czesława Dziondziaka. W latach 1988–1989 kościół powiększono przez dobudowanie bocznych naw. Następnie, w latach 1995–1996 przeprowadzono remont organów.
Na cmentarzu parafialnym znajduje się pomnik poświęcony powstańcom styczniowym i żołnierzom AK.